# Sigmophora aceris
Sigmophora aceris är en stekelart som beskrevs av Ikeda 1999. Sigmophora aceris ingår i släktet Sigmophora och familjen finglanssteklar.
Artens utbredningsområde är:
- Nepal.
- Taiwan.

Inga underarter finns listade i Catalogue of Life.